# Rabie Ablak
 (octobre 2019).
Rabie Al-Ablak, dit Rabie Ablak, est un journaliste marocain d'origine rifaine et l'un des détenus du mouvement populaire du Rif, connu pour son implication dans de multiples grèves de la faim pour protester contre ses conditions de détention inhumaines et le traitement qu'il subissait. 
Certaines de ses grèves de la faim ont duré plus de 40 jours ; de ce fait, il a été conduit à plusieurs reprises  à l'hôpital pour y être soigné. La durée cumulée de ses grèves de la faim sporadiques a dépassé 284 jours . 

## Sa carrière
Rabie Al-Ablak était un journaliste correspondant du journal électronique Badil (fondé par le journaliste détenu Hamid al-Mahdawi) dans la ville d'Al Hoceïma, où il a participé au mouvement populaire du Rif,  accompagné d'un certain nombre de personnalités politiques, comme Nasser Zefzafi. 
Il a été arrêté le 28 mai 2017 dans la ville d'Al Hoceïma- Selon Amnesty International, il a affirmé avoir été torturé après avoir été capturé. Rabie Ablak a été condamné à cinq ans d'emprisonnement à la prison de Tanger II. 
Le 6 septembre 2019, Rabie Ablak a entamé une nouvelle grève de la faim, déclarant qu'il ne cesserait sa grève que si l'on satisferait ses exigences et celles des autres prisonniers politiques du mouvement populaire du Rif.